# Kerri Walshová
Kerri Walshová (* 15. srpna 1978 Santa Clara (Kalifornie), USA) je americká reprezentantka v plážovém volejbale. Se třemi olympijskými tituly a 133 turnajovými vítězstvími je nejlepší hráčkou v historii tohoto sportu. Mezinárodní volejbalová federace ji vyhlásila sportovkyní roku 2005, 2006, 2007, 2008 a 2012.
Začínala s šestkovým volejbalem, v roce 1996 byla vyhlášena nejlepší středoškolskou hráčkou USA a v roce 1999 získala spolu s Lauren Cacciamaniovou cenu pro nejlepší vysokoškolskou volejbalistku. Studovala na Stanfordově univerzitě a v letech 1996 a 1997 dovedla její ženský volejbalový tým k titulu National Collegiate Athletic Association. Na olympiádě 2000 skončila s týmem USA na čtvrtém místě.
Roku 2001 získala univerzitní titul Bachelor of Arts v oboru amerikanistika a rozhodla se stát profesionální hráčkou plážového volejbalu. Vytvořila dvojici s Misty Mayovou, společně vyhrály tři olympijské turnaje (2004, 2008 a 2012, přičemž v 21 zápasech ztratily jediný set), třikrát se staly mistryněmi světa (2003, 2005 a 2007) a v roce 2002 získaly celkové prvenství v seriálu FIVB World Tour, v letech 2007 až 2008 vyhrály rekordních 112 utkání v řadě. V roce 2012 Mayová-Treanorová ukončila kariéru, novou partnerkou Walshové se stala April Rossová. Tento pár získal bronzové medaile na LOH 2016 a vyhrál pět turnajů World Tour.
V roce 2005 se provdala za amerického beachvolejbalistu Caseyho Jenningse, mají dva syny a dceru. Olympiádu 2012 vyhrála, když byla v jedenáctém týdnu těhotenství.